# (4616) Batalov
(4616) Batalov (1975 BF) – planetoida z grupy pasa głównego asteroid okrążająca Słońce w ciągu 5,59 lat w średniej odległości 3,15 j.a. Odkryta 17 stycznia 1975 roku.